# Associação Fonográfica Portuguesa
Associação Fonográfica Portuguesa (AFP) – portugalski oddział International Federation of the Phonographic Industry, nazwa zestawienia najpopularniejszych albumów i singli w Portugalii. Notowanie Top+ jest podawane do wiadomości publicznej na kanale telewizyjnym RTP1 wraz z cotygodniowym programem podsumowującym wyniki zestawienia.
Utworzony w 1989 roku. Schemat został oparty na danych zebranych przez lokalny wydział ACNielsen.